# 阿卜杜拉·哈姆丹
阿卜杜拉·哈姆丹（阿拉伯语：عبد الله عبد الرحمن الحمدان，1999年9月13日—）是沙特阿拉伯的职业足球运动员，司职前锋。现效力于沙特阿拉伯职业足球联赛的希拉尔，也代表沙特阿拉伯国家足球队。

## 荣誉
希拉尔
- 沙特阿拉伯职业足球联赛冠军：2020-2021、2021-2022
- 沙特超级盃冠军：2021
- 亚足联冠军联赛冠军：2021

沙特阿拉伯U–20
- 亞足聯U-20亞洲盃冠军：2018